# Маскаренска райска мухоловка
Маскаренската райска мухоловка (Terpsiphone bourbonnensis) е вид птица от семейство Monarchidae.

## Разпространение и местообитание
Разпространен е в Мавриций и Реюнион.